# Justino Guitart y Vilardebó
Justino Guitart y Vilardebó (Barcelona, España, 16 de diciembre de 1875 - Barcelona, España, 30 de enero de 1940) fue un obispo español. Ocupó los cargos de obispo de Urgel y copríncipe de Andorra de 1920 a 1940.

## Biografía

### Primeros años y formación
Nació en Barcelona en 1875. Realizó sus primeros estudios en el colegio de los jesuitas de Caspe. Cursó sus estudios eclesiásticos en el Seminario de Barcelona, y estudios de derecho en la Universidad de Barcelona, donde obtuvo la licenciatura en Derecho en 1899. En 1901 obtuvo el doctorado en Sagrada Teología en la Universidad Pontifica de Tarragona. Ese mismo año fue ordenado sacerdote.

### Vida sacerdotal y docente
En 1902 fue nombrado catedrático de derecho canónico en el Seminario de Barcelona, y en 1905 catedrático de liturgia y de teología pastoral. Obtuvo, por oposición, el cargo de canónigo maestreescuela de la catedral de Barcelona. En 1907 fue nombrado juez del tribunal diocesano, en 1910 fue nombrado provisor diocesano, y en 1915 vicario general de la diócesis.

### Episcopado
Fue consagrado como obispo de Urgel el 23 de mayo de 1920. Tomó el juramento como Príncipe el 27 de julio de ese mismo año. Durante su periodo como Copríncipe introdujo numerosas mejoras, como la introducción de la electricidad, la construcción de carreteras y el establecimiento de oficinas de correos español, que llegaron a Andorra.
Además, tuvo un gran protagonismo al frenar, como copríncipe de Andorra, el intento de Borís Skósyrev de convertirse en el rey de Andorra al conseguir la intervención de España en el Principado, la detención de Boris y el restablecimiento del orden constitucional andorrano.
Murió repentinamente en Barcelona, en la residencia de los jesuitas de Caspe, el 31 de enero de 1940. 

## Obras

### Libros:
- De regio placito: dissertatio historico-canonica (1903).